# Lijst van gemeentelijke monumenten in Sliedrecht
De gemeente Sliedrecht heeft 42 gemeentelijke monumenten. Hieronder een overzicht. 
| Object                                                                       | Bouwjaar      | Architect                         | Locatie                                                   | Coördinaten                   | Nr.     | Afbeelding                                    |
| ---------------------------------------------------------------------------- | ------------- | --------------------------------- | --------------------------------------------------------- | ----------------------------- | ------- | --------------------------------------------- |
| Bakkerij in expressionistische vormgeving                                    | circa 1920    |                                   | A.W. de Landgraafstraat 49                                | 51° 49' 20" NB, 4° 45' 55" OL | 0610/14 | Upload foto                                   |
| Complex van arbeiderswoningen                                                | 1930-1931     | Aart Nieuwpoort                   | Adm. de Ruijterstraat Piet Heinstraat Hugo de Grootstraat | 51° 49' 1" NB, 4° 46' 26" OL  | 0610/46 | Upload foto                                   |
| Zondagschool. Alleen voorgevel beschermd                                     |               |                                   | Baanhoek 75 (onderdijks)                                  | 51° 49' 28" NB, 4° 44' 38" OL | 0610/1  | Upload foto                                   |
| Woonhuis                                                                     | 1890          |                                   | Baanhoek 97                                               | 51° 49' 25" NB, 4° 45' 5" OL  | 0610/2  | Woonhuis                                      |
| Woonhuis                                                                     | 1850-1875     |                                   | Baanhoek 99                                               | 51° 49' 27" NB, 4° 45' 6" OL  | 0610/3  | Woonhuis                                      |
| School                                                                       |               |                                   | Baanhoek 217                                              | 51° 49' 26" NB, 4° 44' 50" OL | 0610/4  | School                                        |
| Boerderij (twee woningen)                                                    | 1913          |                                   | Baanhoek 411-413                                          | 51° 49' 27" NB, 4° 44' 19" OL | 0610/5  | Boerderij (twee woningen)                     |
| Woonhuis                                                                     | circa 1900    |                                   | Baanhoek 469                                              | 51° 49' 34" NB, 4° 44' 14" OL | 0610/6  | Woonhuis                                      |
| Boerderij (twee woningen)                                                    |               |                                   | Baanhoek 501                                              | 51° 49' 43" NB, 4° 44' 3" OL  | 0610/7  | Upload foto                                   |
| Woonhuis                                                                     | 1924          |                                   | Doctor Langeveldplein 1                                   | 51° 49' 13" NB, 4° 46' 15" OL | 0610/8  | Upload foto                                   |
| Voormalige burgemeesterswoning in ‘Um 1800’-stijl                            | ca. 1910      |                                   | Doctor Langeveldplein 2                                   | 51° 49' 16" NB, 4° 46' 13" OL | 0610/9  | Upload foto                                   |
| Woonhuis                                                                     | circa 1920    |                                   | Doctor Langeveldplein 3                                   | 51° 49' 13" NB, 4° 46' 15" OL | 0610/10 | Upload foto                                   |
| Woonhuis                                                                     |               |                                   | Doctor Langeveldplein 7                                   | 51° 49' 13" NB, 4° 46' 15" OL | 0610/11 | Upload foto                                   |
| Bioscoop met expressionistische vensterpartijen                              | 1920          |                                   | Doctor Langeveldplein 28                                  | 51° 49' 14" NB, 4° 46' 9" OL  | 0610/12 | Upload foto                                   |
| Café Koorevaar                                                               | 1916          |                                   | Havenstraat 1                                             | 51° 49' 13" NB, 4° 46' 9" OL  | 0610/13 | Upload foto                                   |
| Herenhuis in neoclassicistische stijl                                        | 1875-1900     |                                   | Kerkbuurt 52                                              | 51° 49' 10" NB, 4° 46' 27" OL | 0610/15 | Herenhuis in neoclassicistische stijl         |
| Woonhuis in chaletstijl                                                      | 1905-1910     |                                   | Kerkbuurt 209                                             | 51° 49' 27" NB, 4° 46' 5" OL  | 0610/16 | Woonhuis in chaletstijl                       |
| Woonhuis                                                                     |               |                                   | Kerkbuurt 260                                             | 51° 49' 28" NB, 4° 46' 1" OL  | 0610/17 | Woonhuis                                      |
| Kantoor/winkelruimte                                                         | 1900-1905     |                                   | Kerkstraat 8                                              | 51° 49' 18" NB, 4° 46' 16" OL | 0610/18 | Kantoor/winkelruimte                          |
| Voormalig Eneco-kantoor                                                      |               |                                   | Kerkstraat 10-12                                          | 51° 49' 18" NB, 4° 46' 15" OL | 0610/19 | Voormalig Eneco-kantoor                       |
| Villa                                                                        | circa 1915    |                                   | Merwestraat 6                                             | 51° 49' 10" NB, 4° 46' 13" OL | 0610/20 | Villa                                         |
| Oranje Nassauschool (voorheen Julianaschool)                                 | 1920-1925     |                                   | Merwestraat 16                                            | 51° 49' 8" NB, 4° 46' 11" OL  | 0610/21 | Oranje Nassauschool (voorheen Julianaschool)  |
| Woonhuis behorende bij de Oranje Nassauschool                                |               |                                   | Merwestraat 18                                            | 51° 49' 7" NB, 4° 46' 10" OL  | 0610/22 | Woonhuis behorende bij de Oranje Nassauschool |
| Cafe-restaurant Bellevue                                                     |               |                                   | Merwestraat 55                                            | 51° 49' 2" NB, 4° 46' 3" OL   | 0610/23 | Cafe-restaurant Bellevue                      |
| Gereformeerde kerk                                                           | 1931          | Lengkeek Wzn, A.C., Hillegersberg | Middeldiepstraat 6                                        | 51° 49' 11" NB, 4° 46' 15" OL | 0610/24 | Meer afbeeldingen                             |
| Woonhuis De Wilgenhorst in eclectische stijl                                 | circa 1870    |                                   | Molendijk 16                                              | 51° 49' 29" NB, 4° 45' 55" OL | 0610/25 | Upload foto                                   |
| Woonhuis                                                                     | circa 1900    |                                   | Molendijk 24                                              | 51° 49' 29" NB, 4° 45' 51" OL | 0610/26 | Upload foto                                   |
| Woonhuis                                                                     |               |                                   | Molendijk 29                                              | 51° 49' 30" NB, 4° 45' 53" OL | 0610/27 | Upload foto                                   |
| Woonhuis                                                                     |               |                                   | Molendijk 210                                             | 51° 49' 28" NB, 4° 45' 22" OL | 0610/29 | Upload foto                                   |
| Woonhuis                                                                     | 1875-1900     |                                   | Molendijk 212                                             | 51° 49' 29" NB, 4° 45' 21" OL | 0610/30 | Upload foto                                   |
| Woonhuis                                                                     |               |                                   | Piet Rijsdijkstraat 64                                    | 51° 49' 1" NB, 4° 46' 9" OL   | 0610/31 | Upload foto                                   |
| Synagoge                                                                     | 1845          |                                   | Rivierdijk 51                                             | 51° 49' 10" NB, 4° 48' 14" OL | 0610/33 | Synagoge                                      |
| Woonhuis, voormalige pastorie Nederlands Hervormde Kerk                      | Eind 19e eeuw |                                   | Rivierdijk 498-500                                        | 51° 49' 2" NB, 4° 46' 47" OL  | 0610/34 | Upload foto                                   |
| Herenhuis, voormalige pastorie met eclectische afgeronde vensteromlijstingen | ca. 1860      |                                   | Rivierdijk 506                                            | 51° 49' 2" NB, 4° 46' 45" OL  | 0610/35 | Upload foto                                   |
| Woonhuis                                                                     | circa 1910    |                                   | Rivierdijk 534                                            | 51° 49' 4" NB, 4° 46' 40" OL  | 0610/37 | Upload foto                                   |
| Woonhuis                                                                     | 1880-1900     |                                   | Rivierdijk 599                                            | 51° 48' 60" NB, 4° 47' 5" OL  | 0610/36 | Upload foto                                   |
| Herenhuis met jugendstildetails                                              | circa 1910    |                                   | Rivierdijk 705                                            | 51° 49' 1" NB, 4° 46' 51" OL  | 0610/38 | Upload foto                                   |
| Dijkhuis                                                                     | circa 1850    |                                   | Rivierdijk 719                                            | 51° 49' 2" NB, 4° 46' 48" OL  | 0610/39 | Upload foto                                   |
| Kantoor, voormalige pastorie in eclectische stijl                            | 1850-1875     |                                   | Rivierdijk 759                                            | 51° 49' 5" NB, 4° 46' 41" OL  | 0610/40 | Upload foto                                   |
| Stationsgebouw                                                               | 1885          |                                   | Stationsplein 8                                           | 51° 49' 46" NB, 4° 46' 41" OL | 0610/41 | Meer afbeeldingen                             |
| Aula nabij begraafplaats                                                     | 1935          |                                   | Stationsweg/Thorbeckelaan                                 | 51° 49' 30" NB, 4° 46' 28" OL | 0610/45 | Upload foto                                   |
| Poort van begraafplaats                                                      |               |                                   | Stationsweg/Thorbeckelaan                                 | 51° 49' 30" NB, 4° 46' 28" OL | 0610/44 | Upload foto                                   |